# Justus Dorotheus Willem Pape
Justus Dorotheus Willem Pape (Renswoude, 10 september 1812 – Den Haag, 16 januari 1878) was president van de Hoge Raad der Nederlanden.

## Leven en werk
Pape, lid van de patriciaatsfamilie Pape, was een zoon van de predikant en rector van het Heusdens gymnasium Ds. Carel Willem Pape (1788-1873) en Justina Jacoba de Bruijn (1790-1876). Hij trouwde in 1839 met Cornelia Maria Davina Cau (1814-1895); uit dit huwelijk werden acht kinderen geboren.
Pape studeerde rechten te Leiden tussen 1829 en 1835. Hij promoveerde op 7 december 1835 in de letteren en in de rechten. Na zijn studie werd hij in 1838 substituut-, vanaf 1845 officier van justitie te 's-Hertogenbosch. In 1852 werd hij lid van de staatscommissie tot herziening van de Politiewet. In 1850 was hij daarnaast lid van de Provinciale Staten van Noord-Brabant. In de periode 1876-1878 was hij curator van de Rijksuniversiteit Leiden. Voorts was hij medeoprichter van het Provinciaal Genootschap van Kunsten en Wetenschappen in Noord-Brabant
Op 17 maart 1854 werd hij benoemd tot raadsheer in de Hoge Raad. Op 1 december 1871 werd hij vicepresident van datzelfde college om tot slot op 9 november 1877 benoemd te worden tot president. Twee maanden na zijn laatste benoeming overleed hij.